# Matías Martínez
Matías Martínez (* 9. September 1960 in Santiago de Chile) ist ein chilenischer Literaturwissenschaftler sowie Germanist und hat eine Professur in Wuppertal. 

## Leben
Matías Martínez studierte Germanistik und Philosophie in Göttingen, Paris und Cambridge (Massachusetts).
Die Promotion erlangte er 1993 an der Georg-August-Universität Göttingen. Anschließend war er Wissenschaftlicher Assistent für Allgemeine und Vergleichende Literaturwissenschaft an der Ludwig-Maximilians-Universität München. Nach der Habilitation (Ludwig-Maximilians-Universität 2001) lehrte er als Hochschuldozent für Allgemeine und Vergleichende Literaturwissenschaft an der Johannes-Gutenberg-Universität Mainz (2001), als Professor of Literature an der International University Bremen (2001–2003) und als Professor für Allgemeine und Vergleichende Literaturwissenschaft an der Johannes-Gutenberg-Universität Mainz (2003–2004). Seit 2004 lehrt er als Professor für Neuere deutsche Literaturgeschichte an der Bergischen Universität Wuppertal.
2007 war er Gründungsdirektor des Zentrums für Erzählforschung (ZEF) an der Bergischen Universität Wuppertal (seit 2013 Vorstand).
Längere Forschungs- und Lehraufenthalte führten ihn an Universitäten in Buenos Aires, Freiburg, Melbourne, New York, Pisa, Santiago de Chile und St. Louis.
Er ist Mitherausgeber des Online-Journals Diegesis – Interdisziplinäres E-Journal für Erzählforschung / Interdisciplinary E-Journal for Narrative Research.

## Werke
- Formaler Mythos. Beiträge zu einer Theorie ästhetischer Formen. Paderborn: Schöningh, 1996. (Hrsg.)
- Rückkehr des Autors. Zur Erneuerung eines umstrittenen Begriffs. Hg. zusammen mit Fotis Jannidis, Gerhard Lauer, Simone Winko. Tübingen: Niemeyer, 1999.
- Texte zur Theorie der Autorschaft. Hg. zusammen mit Fotis Jannidis, Gerhard Lauer, Simone Winko. Stuttgart: Reclam, 2000.
- Warum Fußball? Kulturwissenschaftliche Beschreibungen eines Sports. Bielefeld: Aisthesis, 2002. (Hrsg.)
- Regeln der Bedeutung. Zur Theorie der Bedeutung literarischer Texte. (Hrsg.) zusammen mit Fotis Jannidis, Gerhard Lauer, Simone Winko. Berlin: de Gruyter, 2003.
- Der Holocaust und die Künste. Medialität und Authentizität von Holocaust-Darstellungen in Literatur, Film, Video, Malerei, Denkmälern, Comic und Musik. Bielefeld: Aisthesis, 2004. (Hrsg.)
- Gottfried Benn – Wechselspiele zwischen Biographie und Werk. Göttingen: Wallstein, 2007. (Hrsg.)
- Geistiger Handelsverkehr. Komparatistische Aspekte der Goethezeit. Hg. zusammen mit Anne Bohnenkamp. Göttingen: Wallstein, 2008.
- Wirklichkeitserzählungen. Felder, Formen und Funktionen nicht-literarischen Erzählens. Hg. zusammen mit Christian Klein. Stuttgart: J.B.Metzler, 2009.
- Klassiker der modernen Literaturtheorie. (Hrsg.) zusammen mit Michael Scheffel. München: C.H.Beck, 2010.
- Handbuch Erzählliteratur. Theorie, Analyse, Geschichte. Stuttgart: J.B.Metzler, 2011. (Hrsg.)
- Einführung in die Erzähltheorie. Zusammen mit Michael Scheffel. München: C.H. Beck, 1999. 9., erweiterte und aktualisierte Auflage 2012. Japanische Übers.: Tokio: Hosei University Press, 2006. Spanische Übers.: Introducción a la narratología. Hacia un modelo analítico-descriptivo de la narración ficcional. Traductor Martín Koval. Colección Mitma. Buenos Aires: Las Cuarenta, 2011 (Inhaltsverzeichnis).
- Veröffentlichungsliste auf der Seite der Bergischen Universität Wuppertal.